# Tendžiku Tokubei

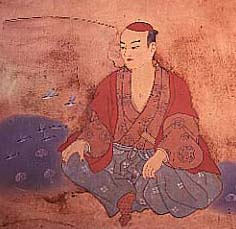
Tendžiku Tokubei, malba ze 17. století.

Tendžiku Tokubei (japonsky 天竺徳兵衛; 1612 v Sendó (船頭; dnes: Sendó-mači, Takasago-čó, Takasago, Prefektura Hjógo) – pravděpodobně roku 1692 tamtéž) byl japonský dobrodruh a spisovatel.
Procestoval Jižní Asii a Indii. Odtud pochází jeho přezdívka „Tendžiku“ („Ind“).
Pocházel z rodiny obchodníka se solí. Když mu bylo 14 let, začal pracoval pro obchodní společnost v Kjótu. Věnoval se obchodním aktivitám v tehdejším Siamu (Thajsko) a Magadha (Indii), kam plul na tzv. lodích s rudou pečetí. V Indii se údajně dostal až k pramenům Gangy. Říká se také, že do Indie cestoval (obchodně) spolu s holandským dobrodruhem Janem Joostenem.
Když se vrátil ze svých cest zpět do Japonska, nastala zrovna éra politiky izolace země (Sakoku). Tokubei v té době napsal esej s názvem Tendžiku Tókai Monogatari (Vyprávění o cestách do Indie), kde popsal svá dobrodružství v cizích zemích. Ta se v Japonsku stala rychle velmi populární.
Tokubei, který bývá někdy označován jako „japonský Marco Polo“, zemřel v 80 letech ve svém domovském městě.

## Postava Kabuki

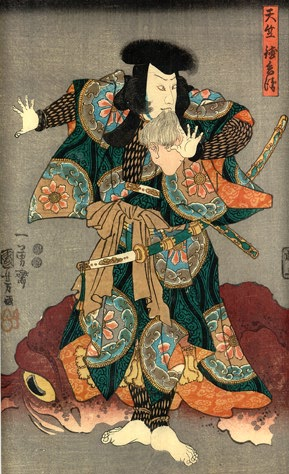
Tendžiku Tokubei v Kabuki, barevný dřevoryt od Kunijošiho Utagawy, datovaný přibližně k roku 1850.

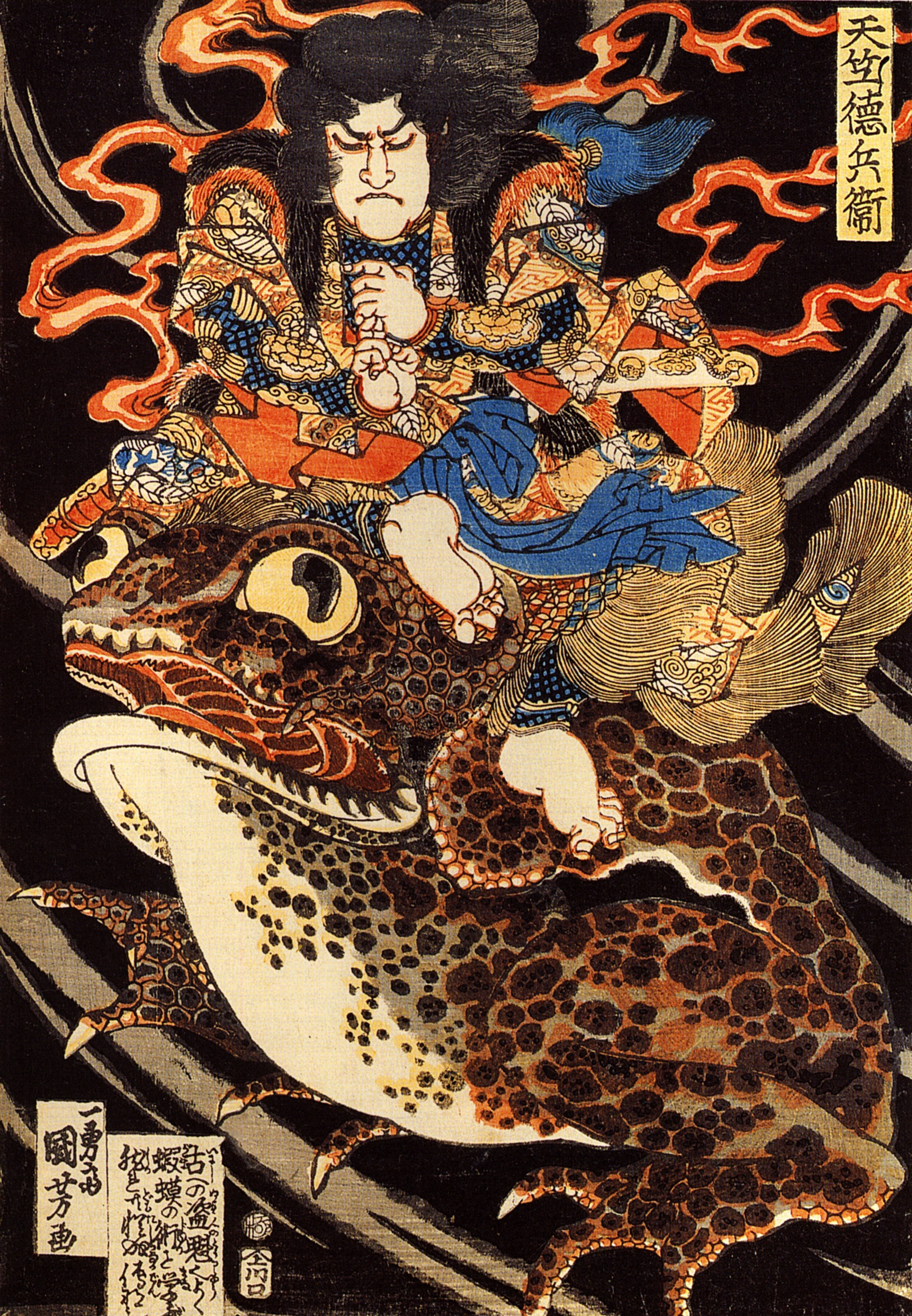
Tendžiku Tokubei na obří ropuše, dřevořez od Kunijošiho Utagawy, datovaný přibližně k roku 1840.

Tendžiku Tokubei se stal známou postavou v divadle kabuki a džóruri v bunraku, kde býval často představovám jako kouzelník nebo mág. Byl oblíbeným námětem dřevorytů 18. a 19. století.
V září 1795 hrála Sawamura Kunitaró I. roli Tokubeiho manželky v kabuki hře Tendžiku Tokubei Kikigaki Órai, roli Tendžikua Tokubeie hrál Araši Koroku III.
Dnes je „Tokubei“ také názvem několika restaurací tzv. running sushi v Japonsku (červen 2005).